# Конституционный референдум в Южной Корее (1969)
Конституционный референдум 1969 года в Южной Корее состоялся 17 октября Референдум был организован президентом Пак Чон Хи и его окружением с целью внесения поправки в конституцию страны, которая позволила бы Пак Чон Хи баллотироваться в президенты на третий срок (действующая конституция позволяла занимать должность президента не более двух сроков).
Явка на референдум составила 77,1 %, из числа принявших участие 67,5 % высказались «за», что дало возможность Пак Чон Хи в 1971 году баллотироваться в президенты в третий раз.

## Результаты референдума
| Выбор                   | Число поданных голосов | %    |
| ----------------------- | ---------------------- | ---- |
| За                      | 7 553 655              | 67,5 |
| Против                  | 3 636 369              | 32,5 |
| Испорченных бюллетеней  | 414 014                | -    |
| Всего                   | 11 604 038             | 100  |
| Источник: Nohlen et al. |                        |      |